# NGC 233
NGC 233 est une galaxie elliptique située dans la constellation d'Andromède. NGC 233 a été découverte par l'astronome germano-britannique William Herschel en 1784.

## Caractéristiques
Sa vitesse par rapport au fond diffus cosmologique est de 5 107 ± 35 km/s, ce qui correspond à une distance de Hubble de 75,3 ± 5,3 Mpc (∼246 millions d'al).